# Bălțata, Criuleni
Bălțata este satul de reședință al comunei cu același nume  din raionul Criuleni, Republica Moldova.